# Małoje Chonawa
Małoje Chonawa (biał. Малое Хонава; ros. Малое Хоново; pol. hist. Chonowo) – wieś na Białorusi, w obwodzie mohylewskim, w rejonie mohylewskim, w sielsowiecie Zawadskaja Słabada, nad Arlanką.
W XIX w. nazwę Chonowo nosiły wieś, majątek ziemski należący do Martynowiczów oraz dwie miejscowości, z których jedna była własnością Chrapowickich, druga zaś Jaroszewskich. Do 1917 wszystkie Chonowa położone były w Rosji, w guberni mohylewskiej, w powiecie bychowskim. Następnie w granicach Związku Sowieckiego. Od 1991 w niepodległej Białorusi.